# 鳥海昭子
鳥海 昭子（とりのうみ あきこ、1929年4月6日 - 2005年10月9日）は、歌人、エッセイスト。

## 経歴
山形県鳥海山麓生まれ。1949年歌誌「アララギ」入会。その後「歌と観照」「短詩型文学」に所属する。家出同然で上京して、様々な仕事を経験しながら学費を稼ぎ、1955年國學院大學文学部日本文学科卒業。児童養護施設に洗濯婦として働き始め、身寄りのない子供たちの継母として26年間勤め上げた。1985年、歌集「花いちもんめ」で第29回現代歌人協会賞受賞。1992年東京都文化功労賞受賞。現代歌人協会会員。児童養護施設勤務経験をもとにした随筆も執筆している。2005年、NHKラジオの「ラジオ深夜便」にて誕生日の花にちなんだ短歌を一年間発表。放送期間中に死去したが、歌の発表は2006年3月まで継続した。

## 著書
- 花いちもんめ 歌集 玄王社 1984.3 (黄鶏叢書)
- 花かんむりの子どもたち ユック舎 1986.7
- どっぴん語り 歌集 短歌新聞社 1990.5
- 種をにぎる子供たち 養護施設の一隅リポート 広済堂出版 1991.12
- あしたの陽の出 藍書房 1996.3
- 逆立舞 歌集 藍書房 1997.8
- ででっぽの花かたんこの花 歌集 藍書房 1997.8
- 蕾のひらく日 子どもと並んで生きてきた 生活ジャーナル 1999.6
- ほんじつ吉日 歌集 ながらみ書房 2001.4
- 語り部歌人・鳥海昭子のほんのり入院記 本の泉社 2003.4
- ラジオ深夜便誕生日の花と短歌365日 NHKサービスセンター 2005.12

## 参考
- http://bookweb.kinokuniya.co.jp/htm/4880236624.html